# 潮江宏三
潮江 宏三（しおえ こうぞう、1947年1月 - ）は、日本の美術史学者、京都市立芸術大学名誉教授、京都市美術館館長。英国美術を専門とする。

## 来歴
香川県丸亀市生まれ。1969年京都大学文学部哲学科美学美術史専攻卒、1974年同大学院博士課程中退、京都市立芸大助手。講師、助教授、教授。1998年「銅版画師ウイリアム・ブレイク」で大阪大学文学博士。2008年学長。2011年退任。2019年京都市文化功労者。

## 著書
- 『銅版画師ウィリアム・ブレイク』（京都書院 1989年）

## 共編著
- 世界美術全集 35 シャガール （三木卓共著 小学館 1977年）
- 世界の素描 14 ブレイク （講談社 1978年）
- 『西洋の美術 新しい視座から』（神林恒道共編 昭和堂 1989年）

## 翻訳
- 「はじめて読む芸術家ものがたり」監訳　同朋舎出版　
  - ハワード・グリンフェルド『マルク・シャガール』1992　
  - リチャード・マクラナサン『レオナルド・ダ・ヴィンチ』1992　
  - アン・ウォルドロン『クロード・モネ』1993　
  - アン・ウォルドロン『フランシスコ・ゴヤ』1993
  - ゲイリー・シュワルツ『レンブラント』1993
- 『カンスタブル』（ジョン・サンダーランド 西村書店 (アート・ライブラリー) 1994年）
- 『ゲインズバラ』（ニコラ・カリンスキー 西村書店 (アート・ライブラリー) 1999年）

## 参考
- 京都市立芸術大学 教員紹介 美術学部・美術研究科
- 研究者情報
- 京都市美術館